# Sent Pèr d'Auvesias
Sent Pèr d'Auvesías (en francès Saint-Pierre-d'Aubézies) és un municipi francès situat al departament del Gers i a la regió d'Occitània.

## Demografia
| 1962                                       | 1968 | 1975 | 1982 | 1990 | 1999 | 2006 |
| ------------------------------------------ | ---- | ---- | ---- | ---- | ---- | ---- |
| 123                                        | 108  | 105  | 93   | 85   | 74   | 76   |
| Des de 1962: població sense dobles comptes |      |      |      |      |      |      |

## Administració
| Període   | Identitat      | Partit |
| --------- | -------------- | ------ |
| 2001-2008 | Charles Jazède |        |
| 2008-     | Robert Pache   |        |